# Tungukollur (kulle i Island, Västlandet, lat 64,88, long -20,73)
Tungukollur är en kulle i republiken Island. Den ligger i regionen Västlandet, 100 km nordost om huvudstaden Reykjavík. Toppen på Tungukollur är 457 meter över havet.
Trakten runt Tungukollur är nära nog obefolkad, med mindre än två invånare per kvadratkilometer. Det finns inga samhällen i närheten. Trakten runt Tungukollur består i huvudsak av gräsmarker.